# 松浦利尚
松浦 利尚（まつうら としひさ、1925年10月6日 - 2017年8月17日）は、日本の政治家。日本社会党所属の元衆議院議員（5期）。

## 来歴
宮崎県宮崎市出身。奉天一中卒。宮崎県労評事務局長を経て、1965年の第7回参議院議員通常選挙そして1968年の第8回参議院議員通常選挙において宮崎県選挙区から立候補するもともに落選。1969年の第32回衆議院議員総選挙で旧宮崎1区から立候補して初当選、通算5期務めた。1993年の第40回衆議院議員総選挙に立候補しなかった。1995年、勲二等瑞宝章受章。1996年の第41回衆議院議員総選挙では、社会民主党公認で宮崎県第1区から立候補したが、落選した。
2017年8月17日、腎臓がんのため宮崎市内の病院で死去。91歳没。